# Hedwig Dohm
Marianne Adelaide Hedwig Dohm z domu Schleh (ur. 20 września 1831 w  Berlinie, zm. 1 czerwca 1919 tamże) – niemiecka pisarka i radykalna działaczka o prawa kobiet.
Pobierała nauki w seminarium nauczycielskim, które zarzuciła wychodząc za mąż za Ernsta Dohma, redaktora satyrycznej gazety „Kladderadatsch”. W 1873 domagała się prawa głosowania dla kobiet. W 1888 współzakładała Stowarzyszenie Kobiet „Reforma”, dążące do koedukacji, materialnej wolności i możliwości w pełni swobodnego wyboru zawodu dla płci żeńskiej. W 1902 zaczęła w Berlinie wydawać czasopismo „Antyfeminiści. Księga obrony” („Die Antifeministen. Ein Buch der Verteidigung”), na łamach którego opublikowała pierwszą w historii analizę antyfeminizmu: Dohm podzieliła przedstawicieli męskiego antyfeminizmu na „starowierców”, „obrońców męskości”, „praktycznych egoistów” oraz „rycerzy mater dolorosa”, zaś do przedstawicielek antyfeminizmu żeńskiego zaliczyła pisarki Laurę Marholm, Ellen Key oraz Lou Andreas-Salomé.
Jej córką była Hedwig Pringsheim, aktorka i żona matematyka Alfreda, wnuczką zaś – Katia Mann, żona pisarza Thomasa Manna.